# Zdzisław Kałamaga
Zdzisław Kałamaga (ur. 21 maja 1956 w Staszowie) – polski polityk, samorządowiec, poseł na Sejm III i IV kadencji.

## Życiorys
Jest absolwentem (1980) Instytutu Nauk Politycznych Uniwersytetu im. Adama Mickiewicza w Poznaniu. Stopień doktora zdobył na Wydziale Zarządzania Procesami Ekonomicznymi w Rosyjskiej Akademii Zarządzania. W latach 1980–1989 pracował w Hucie Ostrowiec, awansując od stażysty do asystenta dyrektora naczelnego. W pierwszej połowie lat 90. kierował zakładami porcelany w Ćmielowie.
Od 1994 do 1998 pełnił funkcję prezydenta Ostrowca Świętokrzyskiego. Był posłem III i IV kadencji wybranym w okręgach kieleckich: nr 18 i nr 33 z listy Sojuszu Lewicy Demokratycznej. W 2004 przeszedł do Socjaldemokracji Polskiej. W 2005 bez powodzenia ubiegał się o reelekcję. W 2006 i 2010 uzyskiwał mandat radnego powiatu ostrowieckiego. W 2010 został powołany na urząd starosty na czteroletnią kadencję. W 2014 bezskutecznie ubiegał się o prezydenturę Ostrowca Świętokrzyskiego, utrzymując mandat radnego, z którego zrezygnował w związku z powrotem do pracy w NIK.